# Unruhen in Hongkong 1967

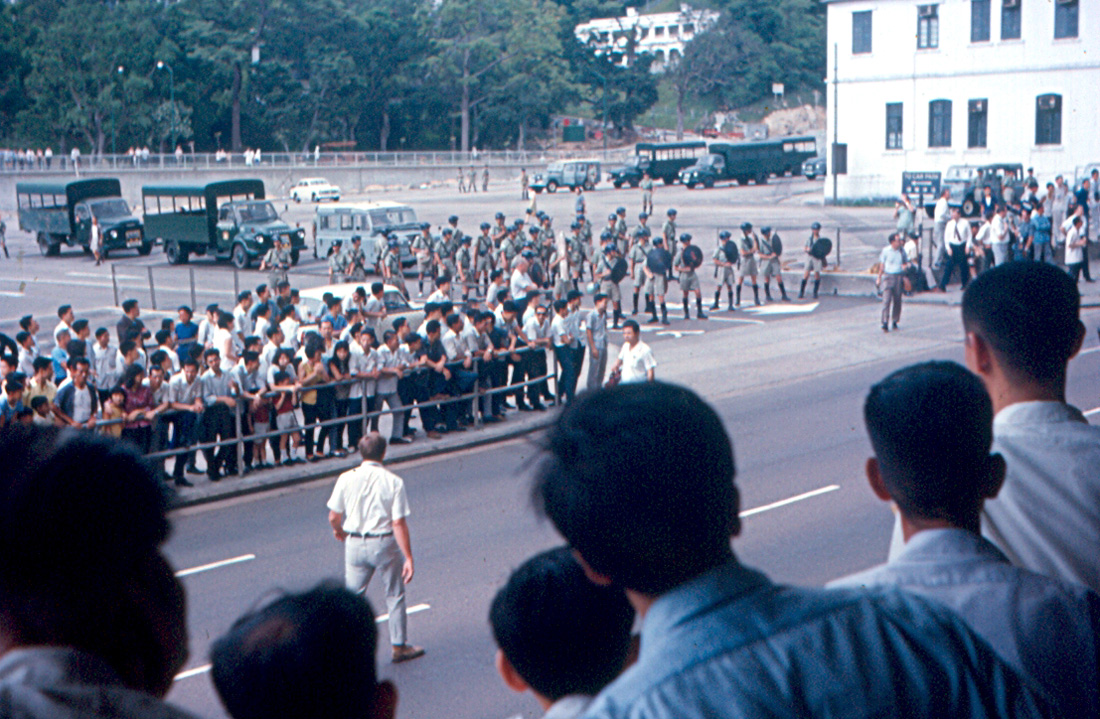
Konfrontation zwischen britischen Polizeikräften und Hongkonger Demonstranten; 21. Mai 1967

Die Unruhen in Hongkong 1967 bestanden aus Demonstrationen, Streiks sowie zum Teil gewalttätigen Polizeieinsätzen und Protestaktionen in der damaligen britischen Kronkolonie Hongkong.

## Ursachen
In der neueren Forschung, insbesondere auch der neueren britischen Historiographie, werden die Ursachen für den Ausbruch der gewaltsamen Auseinandersetzungen differenziert betrachtet und Fehler der britischen Kolonialmacht eingeräumt. So werden die Arbeitsbedingungen in Hongkonger Unternehmen, die sich überwiegend in britischen Besitz befanden, als menschenunwürdig und diskriminierend beschrieben. Geringe Löhne und tägliche Arbeitszeiten über 12 Stunden, auch an Wochenenden, waren der Regelfall; selbst Kinderarbeit war zu dieser Zeit in britischen Kolonialgebieten noch anzutreffen. Es existierten keinerlei Arbeitsrechte, geschweige Arbeitsvertrags- oder Arbeitssicherheitsgesetze.
Die ersten Demonstrationen und Ausschreitungen begannen im März 1967 in Hongkonger Schifffahrts, Taxi-, Textil- und Zement-Unternehmen. Vorausgegangen waren bereits 1966 die heute sogenannten Star Ferry-Proteste gegen Fahrpreiserhöhungen. Die gewaltsamen Unruhen begannen im Mai 1967. Nach damaligen britischen Darstellungen wurden die Streiks von Mitgliedern der Gewerkschaft Hong Kong Federation of Trade Union organisiert, die alle in Verbindung zur chinesischen Regierung in Peking gestanden haben sollen. Tatsächlich waren bereits im Dezember 1966 in der portugiesischen Kolonie Macau im Westen von Hongkong Unruhen ausgebrochen, bei welchen Interventionstruppen der portugiesischen Armee zum Einsatz kamen. Nach einem Generalstreik im Januar 1967 entschloss sich die portugiesische Regierung jedoch, auf mehrere Forderungen der Demonstranten einzugehen. Die Spannungen in Hongkong und Macau wurden zweifelsohne von der laufenden Kulturrevolution in Festlandchina befeuert.
Im Mai brach ein Arbeiterkampf in einer Niederlassung der Hongkong Artificial Flower Works in San Po Kong aus. Die britische Geschäftsleitung hatte über 300 Frauen entlassen, nachdem diese sich weigerten, mehr als 12 Stunden am Tag bei künftig niedrigerem Lohn zu arbeiten. Daraufhin legte die gesamte Belegschaft die Arbeit nieder. Am 6. Mai 1967 wurden 21 Personen gewaltsam festgenommen und mehrere Streikposten durch Polizeikräfte verletzt. Verschiedene Gewerkschaften protestierten gegen die Verhaftungen und forderten die Freilassung der 21 Arbeiter. Infolge gewalttätiger Auseinandersetzungen auf den Polizeistationen wurden weitere Protestierende festgenommen.
Am 16. Mai bildeten die Demonstranten ein Komitee und ernannten Yeung Kwong zum Vorsitzenden des Ausschusses. Das Komitee organisierte und koordinierte eine Reihe von großen Demonstrationen. Hunderte von Unterstützern aus verschiedenen Organisationen protestierten fortan vor den Regierungsgebäuden mit Buhrufen, Buzzwords und Plakaten. Parallel legten viele Hongkonger ihre Arbeit nieder, wodurch Handel und Dienstleistungen in Hongkongs stark gestört wurden. Weitere Unruhen brachen am 22. Mai aus, bei welchen 167 Personen verhaftet wurden. Immer mehr Aufständische begannen, Steine auf Polizisten oder vorbeifahrende Fahrzeuge zu werfen.
Am 3. Juni nahmen Zehntausende Chinesen an einer Großdemonstration teil, die zeitgleich auf mehreren Straßen Hongkongs stattfand. Viele der Protestierenden trugen die „Worte des Vorsitzenden Mao Tsetung“ in ihrer linken Hand, forderten die „Rückkehr zum Mutterland“ und riefen dazu auf, die „reaktionäre Herrschaft der Briten zu zerschlagen“. Die Hong Kong Police Force reagierten mit der Verhaftung von weiteren 127 Menschen, der Verhängung einer Sperrstunde sowie der Mobilisierung aller Polizeikräfte. In China lobten Zeitungen die Aktivitäten der Demonstranten und bezeichneten die Aktionen der britischen Kolonialregierung als „faschistische Gräueltaten“. In Peking kam es ebenfalls zu Protestaktionen vor dem britischen Konsulat.

## Höhepunkt der Gewalt

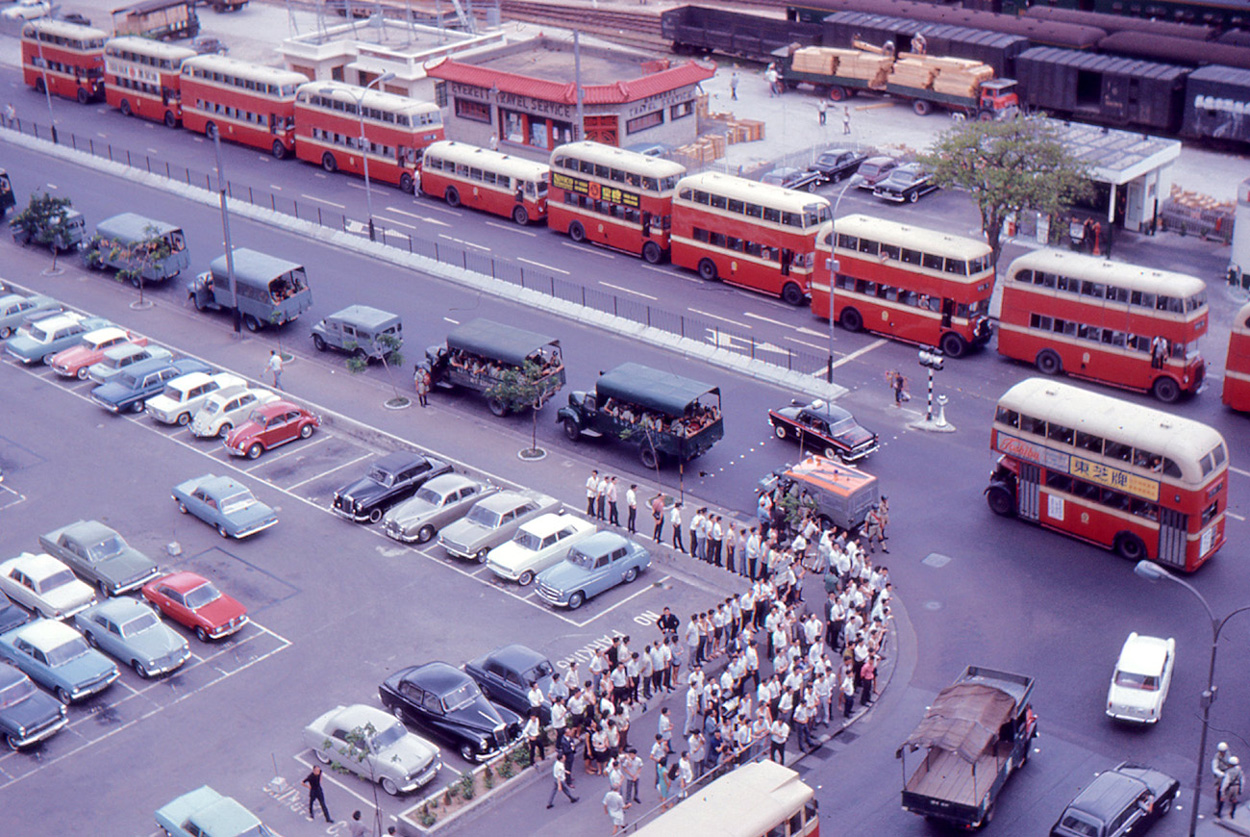
Britische Polizeikräfte im Aufmarsch vor einer Busbarrikade; 22. Mai 1967

Ende Juni rief das Protestkomitee einen Generalstreik und einen viertägigen Boykott britischer Waren aus. Am 8. Juli 1967 wurden bei einem Feuergefecht zwischen britischen Polizeikräften und Grenzposten der Volksrepublik China an der Polizeistation in Sha Tau Kok fünf britische Polizeibeamte getötet und elf verletzt. Beide Seiten beschuldigten sich später gegenseitig das Feuer zuerst eröffnet zu haben. Die Zeitung Renmin Ribao in Peking veröffentlichte Artikel zur Unterstützung der Demonstranten in Hongkong; britische Zeitungen verbreiteten Gerüchte, dass die Volksrepublik China sich anschickte, die militärische Kontrolle über die Kolonie zu übernehmen.
Der Gouverneur von Hongkong verhängte daraufhin den Ausnahmezustand, erließ Notverordnungen, die der Polizei besondere Befugnisse erteilten. Verschiedene Zeitungen wurden verboten, Schulen geschlossen, viele Demonstranten verhaftet, gefoltert oder in die Volksrepublik China abgeschoben. Die Oppositionsbewegung deponierte in der Folge mehrere Bomben in der Stadt. Das normale Leben wurde damit schwer gestört, gleichfalls waren auf beiden Seiten immer mehr Tote zu beklagen. Nach Angaben der Besatzungsmacht mussten von Polizeikräften und der britischen Armee rund 8.000 Bomben entschärft werden. Davon soll jede achte Bombe echt und der Rest Attrappen gewesen sein.
Am 19. Juli verbarrikadierten Aktivisten das 20-stöckige Gebäude der Bank of China (im Besitz der Regierung Chinas) mit Stacheldraht. Als Reaktion darauf, räumten britische Polizeikräfte gewaltsam verschiedene Hochburgen der Demonstranten. Bei einer spektakulären Aktion landeten Spezialeinheiten, die auf dem Flugzeugträger Hermes stationiert waren, mit einem Hubschrauber auf dem Dach des Kiu Kwan Mansion und kämmten das damals größte Hongkonger Hochhaus von oben nach unten durch. Dabei entdeckten sie Bomben und Waffen, sowie ein „Krankenhaus“ der Aufständischen, in dem sich eine Apotheke und ein Operationssaal befanden.
Für die Eskalation waren verschiedene Medien mitverantwortlich. Die Briten verhafteten und folterten pro-chinesische Redakteure; Oppositionelle verbrannten einen pro-britischen Radiokommentator in seinem Auto. Andere prominente Medienleute, die sich gegen den Unruhen geäußert hatten, wurden ebenfalls bedroht, darunter Louis Cha, damals Vorsitzender der Ming Pao. Die Welle von Bombenanschlägen ließ erst im Oktober nach und endete im Dezember 1967. Die Auseinandersetzungen dauerten insgesamt 18 Monate.
Die britische Sunday Times veröffentlichte im Juni 2007 einen Bericht, wonach während der Unruhen der Kommandeur der Volksbefreiungsarmee Huang Yongsheng eine Invasion und Besetzung Hongkongs vorgeschlagen, aber der damalige Premierminister der Volksrepublik China, Zhou Enlai, den Plan abgelehnt habe. Belege für diese Darstellungen existieren nicht. Offiziell betonten sowohl die Volksrepublik China wie die Republik China (Taiwan) stets, dass sie eine friedliche Wiedereingliederung Hongkongs beabsichtigten.

## Opfer
Insgesamt wurden nach britischen Angaben 51 Menschen getötet, darunter fünf Polizisten. Des Weiteren erlitten 800 Demonstranten, 200 Mitarbeiter der britischen Polizeikräfte, elf Offiziere, ein britischer Sprengstoffexperte sowie ein Feuerwehrmann Verletzungen. 5.000 Hongkonger ließ die britische Kolonialmacht verhaften, rund 2.000 Menschen wurden zu Gefängnisstrafen verurteilt. Durch die Bombenanschläge starben 15 Menschen. Die Sachschäden beliefen sich auf mehrere Millionen Dollar. Das Vertrauen zur britischen Kolonialmacht ging bei großen Teilen der Bevölkerung in Hongkong nachhaltig verloren. Viele Einwohner verkauften ihr Eigentum, verließen Hongkong und schlossen sich der chinesischen Diaspora an.